# تو او را فراموش خواهی کرد
«تو او را فراموش خواهی کرد» (به اسپانیایی: Lo Vas a Olvidar) (انگلیسی: You Will Forget It) ترانه‌ای است که توسط خواننده آمریکایی بیلی آیلیش و خواننده اسپانیایی رزالیا ضبط شده‌است. این قطعه را هر دو خواننده به همراه ال گینچو و فینیاس اوکانل نوشته‌اند و توسط فینیاس تهیه شده‌است. این ترانه در ۲۱ ژانویه ۲۰۲۱ در کنار موزیک ویدئواش از طریق دارک‌روم و اینترسکوپ رکوردز منتشر شد. این بخشی از موسیقی متن قسمت ویژه مجموعه تلویزیونی درام نوجوانانه آمریکایی سرخوشی است.